# Нурхаци
Нурхаци (кит. 努爾哈赤 [Nǔ'ěrhāchì] или кит. 努爾哈齊 [Nǔ'ěrhāqí]) (1559—1626) — основатель маньчжурской империи, названной Да Цзинь — «Великая Золотая» (она же Хоу Цзинь — «Поздняя Золотая»; Первой, или Ранней, считалась чжурчжэньская империя Цзинь (1115—1234), в 1636 году переименованной в Да Цин — «Великая Чистая» (согласно китайской традиции существующая в данный момент империя всегда называлась с приставкой Да — «великая», а предыдущие упоминались с указателем чао — «двор». Вариант записи Цин — «Чистая» — является общеупотребительным в научной и научно-популярной литературе).

## Биография

### Объединение маньчжур и создание государства
Нурхаци происходил из чжурчжэньского рода Тун, переселившегося в южную часть Маньчжурии из района горы Пэктусан (白頭山 Байтоушань) в первой половине XV века под натиском корейских войск. Внук бэйлэ (маньчж. князь) Гьочанги и сын бэйлэ Такши, Нурхаци являлся одним из князей 6 небольших городов-крепостей (маньчж. нингута бэйлэ — 6 князей) в долине реки Суксухэ-бира (совр. кит. Суцзыхэ). Тем не менее, он претендовал на родство с правящей династией чжурчжэньской империи Цзинь, существовавшей на севере Китая и Внутренней Монголии в 1115—1234 годах. Поэтому свою фамилию Нурхаци объявил «Золотым родом» (Айсинь Гьоро), подчёркивая тем самым своё происхождение от царствовавшей семьи империи Цзинь (чьё название в переводе с китайского означает «Золотая»). Род Нурхаци претендовал на земли долины реки Суксухэ-бира, на базе которых было основано владение Маньчжоу.
В ходе междоусобных войн между чжурчжэньскими племенами в 1582 году при невыясненных обстоятельствах от рук китайских солдат ляодунского бо Ли Чэнляна погибли отец и дед Нурхаци. Согласно традиционной китайской историографии в этом обвинялся Никан Вайлан — владетель чжурчжэньского городка Турунь, расположенного неподалёку от долины Суксухэ-бира, сумевший поссорить Ли Чэнляна с вполне лояльными минским властям Такши и Гиочанги. Свою политическую карьеру Нурхаци начал с мести за отца и деда, выступив против Никан Вайлана с отрядом всего из 13 латников. Первоначальная реакция минских властей в Ляодуне была весьма вялой — Нурхаци представлялся китайцам очередным авантюристом, сводящим мелкие счёты с соседями, и поэтому китайские власти не оказали помощи Никан Вайлану, который в результате был захвачен и убит Нурхаци в 1584 году.
Нурхаци оказался талантливым политиком и полководцем: именно он осуществил объединение чжурчжэньских племён и создал Маньчжурское государство. Старейшин соседних племён Нурхаци всемерно привлекал на свою сторону: в ход шли щедрые подарки, многодневные пиры, брачные союзы. Те, в свою очередь, вместе с сыновьями, рабами и воинами переселялись во владения Нурхаци на постоянное жительство и переходили на службу к новому владыке. Так был создан весьма жизнеспособный племенной союз, быстро переросший в раннеклассовое общество с сильнейшим военным и рабовладельческим началом.
В 1585—1589 годах Нурхаци, подчинив племена минского вэя Цзяньчжоу (своих непосредственных соседей), объединил их с населением Маньчжоу. Затем он приступил к завоеванию чаньбайшаньских племён и хулуньского племенного союза. За два десятилетия маньчжуры совершили около 20 военных экспедиций против соседей. Для укрепления своего положения Нурхаци предпринял поездку в Пекин, где был представлен на аудиенции императору Ваньли.
Пристально наблюдавшие за усилением Нурхаци китайские пограничные власти добились присвоения ему титула «полководца тигра и дракона» (лунху цзянцзюнь) с выплатой жалования в 800 лян и разрешением носить пожалованную императором церемониальную одежду китайского образца. Это значительно укрепило влияние Нурхаци на подвластные племена.
В 1589 году Нурхаци объявил себя ваном, а в 1596 году — ваном государства Цзяньчжоу. Его союзники — восточномонгольские князья — поднесли ему в 1606 году титул Кундулэн-хана. К этому времени в руках у нового правителя оказалось сильное войско, организованное по «знамённой» системе: пять рот (ниру) сводились в полк (джала, чжала), а пять полков — в корпус, или «знамя» («гуса»). По мере подчинения соседних племён и территорий Нурхаци сформировал войско из четырёх «знамён» (1601). Первоначально в них числились только чжурчжэни племенного союза Маньчжоу, а также добровольно примкнувшие к ним чжурчжэни других племенных союзов. В 1615 году были созданы ещё четыре новых корпуса, и войска получили название «восьмизнамённых»; корпуса различались по цвету знамён.
В 1616 году Нурхаци провозгласил себя монархом созданного им нового государства. Приняв титул хана, он провозгласил воссоздание чжурчжэньского государства Цзинь, сокрушенного монголами в 1234 году, под названием ханства Айсин Гурунь (маньчж. Золотое Государство). Ретроспективно китайские историки соотнесли это название с китайским названием чжурчжэньского государства Цзинь (1115—1234) и присвоили ему определение «позднее» — Хоу Цзинь. Впоследствии же был составлен девиз правления Нурхаци — «Тяньмин» («Мандат неба»). Тем самым, согласно официальной версии истории маньчжурской династии, он объявил себя Сыном Неба, обладавшим Мандатом неба на верховную власть над всем земным пространством. Столицей Маньчжурского государства стал город Синцзин. Благодаря дипломатической и военной активности Нурхаци, к 1619 году в рамках нового государства было объединено большинство чжурчжэньских племён.

### Начало маньчжурской экспансии
Укрепление государства Маньчжоу и его приближение к китайской границе в Ляодуне обострили отношения между Нурхаци и империей Мин. В 1618 году Нурхаци опубликовал манифест под названием «Семь больших обид», в котором изложил основные, по его мнению, преступления китайцев против его народа и лично его самого. В том же году 20-тысячная армия Нурхаци вторглась на китайскую территорию в Ляодуне, захватила три важные крепости и пять городов. Все они были разрушены, а пленные и местное население (согласно данным официальной китайской историографии — более полумиллиона человек) уведены в Маньчжоу. По официальной версии цинских историков, в ответ на это империя Мин собрала в Ляодуне 200-тысячную хорошо вооружённую армию. Против неё Нурхаци мог в 1619 году выставить только 50 тысяч воинов. Однако маньчжуров спасла бездарность военачальников противника: китайцы разделили свою армию на четыре корпуса, каждый из которых наступал на столицу Маньчжоу отдельно от других. Это позволило Нурхаци поочерёдно разгромить три из них в битве, известной в истории как «сражение при Сарху-алинь»; четвёртому корпусу удалось отступить. Шедший на помощь китайцам корейский корпус Кан Хоннипа был встречен маньчжурами на реке Шэньхэ и после непродолжительного сопротивления капитулировал. 
В 1621 году маньчжуры вторглись в Ляодун и разбили китайские войска. Нурхаци осадил и взял штурмом город Шэньян (瀋陽), получивший маньчжурское название Мукден (от маньчжурского слова мукдэмби — «возноситься», что отражало религиозные представления маньчжуров и дублировалось в новом китайском названии города Шэнцзин 盛京), и город Ляоян. Весь этот край оказался в руках маньчжурского хана. Решив прочно закрепиться на захваченной территории, он не стал угонять покорённое население в Маньчжоу, оставив его и своё войско в Ляодуне, а столицу из Синцзина перенёс в 1625 году в Мукден. Вновь завоеванные земли стали базой для новых походов — отсюда маньчжуры уже в 1622 году вторглись в Ляоси и разбили китайскую армию. Китайцы перешли к обороне, начали собирать новую армию и воссоздавать систему укреплений. Однако в феврале 1626 года войска Нурхаци не смогли овладеть китайской крепостью Нинъюань — главным городом Ляоси. В защите Нинъюани принял участие иезуит Адам Шаль фон Белль, руководивший действиями артиллерии европейского типа (хунъипао), впервые с успехом примененной против маньчжуров в этом сражении. В бою Нурхаци получил тяжелое ранение и уехал лечиться на горячие источники. В отместку за неудачу под стенами крепости маньчжуры захватили остров Цзюхуадао, где сожгли 2 тысячи китайских судов и склады с провиантом, подорвав основные силы китайского флота в Бохайском заливе.
Воюя с китайцами, Нурхаци продолжал подчинение оставшихся ещё независимыми от него чжурчжэньских племён. С 1619 по 1625 годы он и его сын Хуантайцзи (Абахай) совершили четыре успешных похода. В сентябре 1626 года Нурхаци умер. По мнению ряда исследователей, причиной смерти стали последствия ранения в феврале 1626 года и моральная травма от поражения под Нинъюанью. Перед смертью он не назначил наследника. Сородичи умершего избрали ханом и императором его восьмого сына — Хуантайцзи (Абахая).

## Семья
- дед: Гьочанги (覺昌安)
- отец: Такши (塔克世)
- мать: наложница из рода Хитара (喜塔拉氏)
- единоутробный брат: Сурхаци (蘇爾哈吉)
- супруги:

1. Императрица Сяоцыгао (孝慈高皇后), личное имя — Монго, дочь Янгину из рода Ехэнара
2. Супруга Юань, личное имя — Хаханацзяцин, из рода Тунцзя
3. Супруга Цзи, личное имя — Гундай, из рода Фуца
4. Императрица Сяолеу (孝烈武皇后), личное имя — Абахай, дочь Маньтая из рода Уланара

- сыновья:

1. Цуень (褚英) (1580—1615), наследник престола, имел трех сыновей
2. Дайшань (代善) (19 августа 1583 — 25 ноября 1648), принц Ли (1636—1648), оставил восемь сыновей
3. Абай (阿拜)(8 сентября 1585 — 14 марта 1648), имел семь сыновей
4. Тангулдай (湯古代) (24 декабря 1585 — 3 ноября 1640), оставил двух сыновей
5. Мангултай (莽古爾泰) (1587 — 11 января 1632)
6. Табай (塔拜) (2 апреля 1589 — 6 сентября 1639), имел восемь сыновей
7. Абатай (阿巴泰) (27 июля 1589 — 10 мая 1646), принц Raoyu (1644—1646), имел пять сыновей
8. Абахай (皇太極) (28 ноября 1592 — 21 сентября 1643), хан, затем император Цинской империи (1626—1643). Имел 11 сыновей и 14 дочерей
9. Бабутай (巴布泰) (13 декабря 1592 — 27 февраля 1655), имел трёх сыновей
10. Дэгэлэй (德格類) (16 декабря 1592 — 11 ноября 1635), бэйлэ, оставил трёх сыновей
11. Бабухай (巴布海) (15 января 1596—1643),
12. Аджигэ (阿濟格) (28 августа 1605 — 28 ноября 1651), принц Ин (1644—1651), имел 12 сыновей
13. Лаимбу (賴慕布) (26 января 1611 — 23 июня 1646), принц Фу, оставил одного сына
14. Доргонь (多爾袞) (17 ноября 1612 — 31 декабря 1650), регент Цинской империи (1643—1650)
15. Додо (多鐸) (2 апреля 1614 — 29 апреля 1649), принц Ю (1636—1649), имел восемь сыновей
16. Фиянгу (費揚果) (ноябрь 1620—1640), имел четырех сыновей.

## Предки Нурхаци
1. Мэнгэ-темур (Мэнтэму) (猛哥帖木耳) (1370—1433)
  1. Чуянь (Агу) (убит в 1433), старший сын предыдущего
  2. Чуншань (充善) (1433—1467), второй сын Мэнгэ-темура
    1. Толо (妥罗) (1467—1481), старший сын предыдущего
    2. Тоймо (妥义谟)
    3. Сибаосибяньчу (锡宝齐篇古) (1481—1522)
      1. Фумань (福滿) (1522—1542), сын предыдущего
        1. Дэшику (德世庫)
        2. Лючань (劉闡)
        3. Сочанъя (索長阿)
        4. Баоланъа (包朗阿)
        5. Баоши (寶實)
        6. Гьочанги (覺昌安) (1542—1582)
          1. Лидунь-Батуру ((禮敦巴圖魯)
          2. Эргунь (額爾袞)
          3. Цзекань (界堪)
          4. Тачабяньгу (塔察篇古)
          5. Такши (塔克世) (убит в 1582)
            1. Нурхаци (努爾哈赤) (1559—1626)
            2. Мурхаци (穆爾哈齊) (1561—1620)
            3. Сурхаци (舒爾哈齊) (1564—1611)
            4. Ярхаци (雅爾哈齊) (1565—1589)
            5. Байала (巴雅喇) (1582—1624)